# Antwerp (Nueva York)
Antwerp es un pueblo ubicado en el condado de Jefferson en el estado estadounidense de Nueva York. En el año 2000 tenía una población de 1.793 habitantes y una densidad poblacional de 6.5 personas por km².

## Geografía
Antwerp se encuentra ubicado en las coordenadas 44°12′07″N 75°36′57″O / 44.20194, -75.61583.

## Demografía
Según la Oficina del Censo en 2000 los ingresos medios por hogar en la localidad eran de $34 250, y los ingresos medios por familia eran $40 192. Los hombres tenían unos ingresos medios de $28 824 frente a los $21 250 para las mujeres. La renta per cápita para la localidad era de $13 097. Alrededor del 17.6% de la población estaban por debajo del umbral de pobreza.